# Design Your Universe
Design Your Universe (Diseña tu Universo) es el cuarto álbum de estudio de la banda neerlandesa de metal sinfónico Epica, el cual se lanzó el 16 de octubre de 2009 bajo el sello discográfico Nuclear Blast.

## Prelanzamiento y producción
La banda entró en estudio el 2 de marzo en el Gate Studio en Wolfsburg, Alemania, finalizando su masterización y mezcla a finales de julio del 2009. 
A lo largo de este periodo, la banda presentaba videos acerca de sus avances en su blog móvil oficial de Royalartistclub mostrando también algunos otras actividades que la banda realizaban durante este período.
La banda publicó en su página oficial 3 teasers (adelantos) de nuevas canciones del disco; además la discográfica Nuclear Blast publicó en su MySpace el tema "Resign to Surrender ~ A New Age Dawns - Part IV".
El guitarrista de la banda, Mark Jansen comentó: 

"El título del álbum, "Design Your Universe", tiene que ver con los nuevos y grandiosos avances en física cuántica. Esto prueba que todos estamos conectados a nivel subatómico. También muestra que nosotros podemos crear o a lo menos influenciar a la materia con nuestros pensamientos... un hecho bastante interesante. Porque lo cambia todo para nosotros, nuestra visión del mundo completa colapsa una vez que aceptas estos hechos y los íntegras a tu vida. Entonces este tenía que convertirse en el título del nuevo disco."

Tony Kakko, vocalista de Sonata Arctica, comento en una entrevista con "Lagrosseradio":

"Voy a cantar en el próximo álbum de Epica, haré un dueto con Simone."

El video de su sencillo "Unleashed" se estrenó en el MySpace de la banda el 25 de septiembre de 2009.

## Design Your Universe Tour
Después del lanzamiento del disco, Epica se embarca a una gira mundial, pasando por Europa y presentándose más de 20 veces en los Países Bajos, con entradas agotadas en las mayorías de las fechas.
Con dicha gira la banda se presenta por primera vez en Rusia con 2 fechas 9 Y 10 de septiembre en el Glav Club.
La gira abarcó una serie de 200 conciertos, pasando por Norteamérica, Centroamérica, Sudamérica y toda Europa.

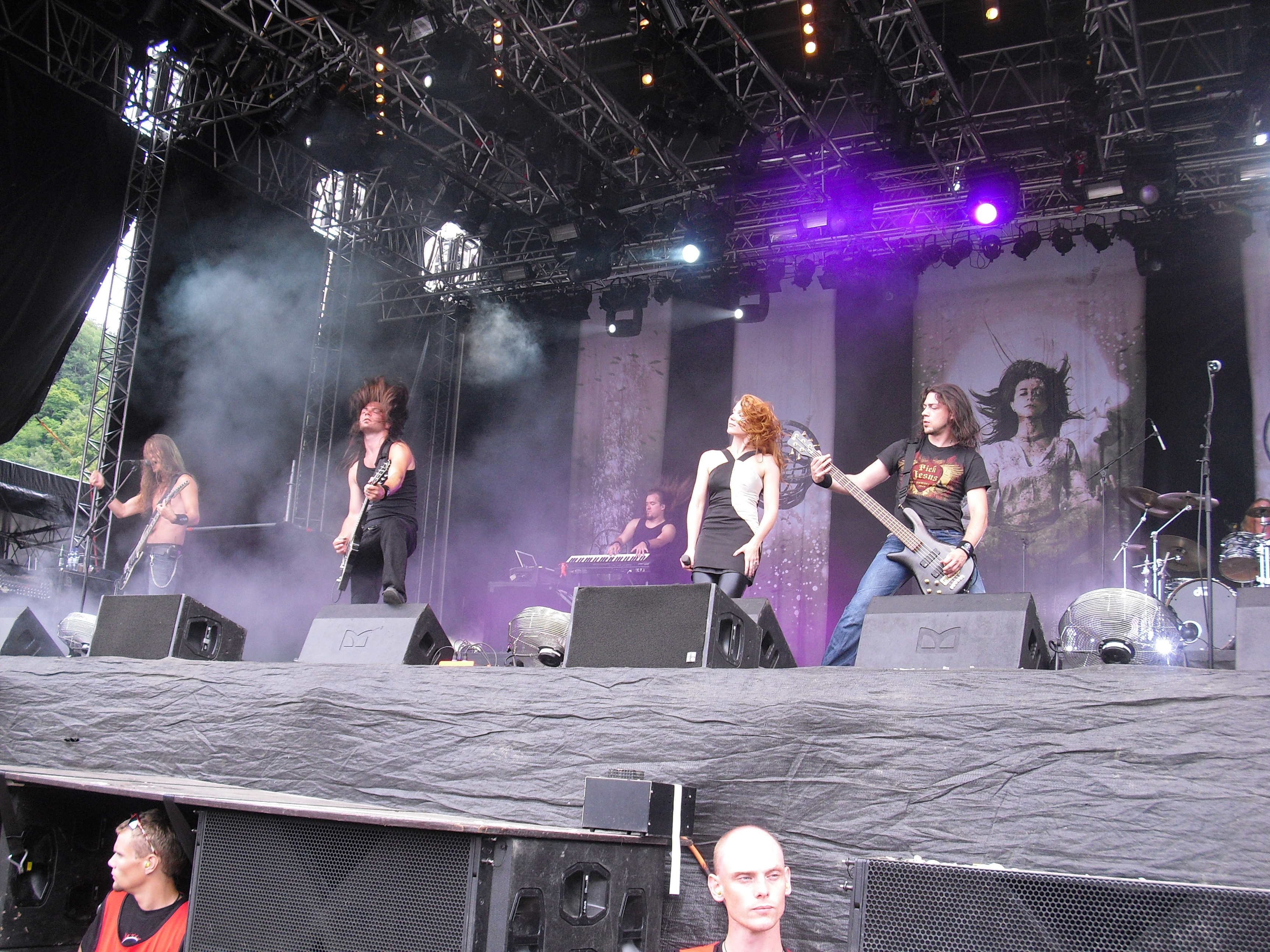
Epica en el Norway Rock Festival 2010, durante el Design Your Universe World Tour.

Las presentaciones en América fueron de mucho éxito, la banda se presentó el 28 de noviembre en The Rave, Milwaukee donde el concierto fue trasmitido por la televisión estadounidense. En esta gira Coen Janssen es reemplazado por el pianista de Kamelot, Oliver Palotai, ya que este se encontraba de luna de miel, por su reciente casamiento.
Cabe destacar su primera presentación en Perú el 16 de abril del 2010, donde el éxito fue inmediato, agotando las entradas y llenando el Teatro de la UNI. Como en todas las presentaciones en Argentina, Epica agotó las entradas para el concierto del 13 de abril, en el Teatro Flores.
También el 18 de abril, la banda realiza su primer concierto en Bolivia, La Paz, en el Coliseo Del Instituto Americano. El tour abarcó nueve presentaciones en México, divididas en dos partes, seis en la primera parte de la gira y tres en la segunda parte en 2011, la fecha del 30 de enero en el Circo Volador fue agotada.
Mientras que en Europa, las entradas fueron agotada en países como, Francia, Países Bajos, Alemania, Suiza, República Checa, España. En dos de las seis fechas el Reino Unido, las entradas fueron vendidas el 90%.

## Lista de canciones
El 30 de julio de 2009 la banda presentó el tracklist Design Your Universe en su página oficial, se presenta una continuación con la temática "A New Age Dawns" que previamente fue presentado en el álbum Consign To Oblivion.

| N.º | Título | Duración |  |
| 1.  | «Samadhi ~ Prelude» | 1:27     |  |
| 2.  | «Resign to Surrender ~ A New Age Dawns - Part IV» | 6:19     |  |
| 3.  | «Unleashed» | 5:48     |  |
| 4.  | «Martyr of the Free Word» | 5:03     |  |
| 5.  | «Our Destiny» | 6:00     |  |
| 6.  | «Kingdom of Heaven ~ A New Age Dawns - Part V - Hold in Derision - Children of the Light - Bardo Thödol - Paragons of Perfection - The Harsh Return» | 13:35    |  |
| 7.  | «The Price of Freedom» | 1:14     |  |
| 8.  | «Burn to a Cinder» | 5:41     |  |
| 9.  | «Tides of Time» | 5:34     |  |
| 10. | «Deconstruct» | 4:14     |  |
| 11. | «Semblance of Liberty» | 5:42     |  |
| 12. | «White Waters (Feat. Tony Kakko - Sonata Arctica)»                                                                                                   | 4:44     |  |
| 13. | «Design Your Universe ~ A New Age Dawns - Part VI»                                                                                                   | 9:29     |  |

## Bonustrack
| N.º | Título                                                     | Duración |  |
| 14. | «Incentive»                                                | 4:14     |  |
| 15. | «Unleashed (Featuring Amanda Somerville)»                  | 5:48     |  |
| 16. | «Nothing's Wrong (Bonus Japan Track, Heideroosjes cover )» | 3:24     |  |

## Posicionamiento
| País                            | Pico de posición |
| ------------------------------- | ---------------- |
| Austrian Albums Chart           | 70               |
| Belgian Albums Chart (Flanders) | 66               |
| Belgian Albums Chart (Wallony)  | 40               |
| Dutch Albums Chart              | 8                |
| Dutch Top 30 Alternative Chart  | 1                |
| French Albums Chart             | 31               |
| German Albums Chart             | 37               |
| Japanese Albums Chart           | 228              |
| Swiss Albums Chart              | 27               |
| US Heatseekers                  | 12               |

## Intérpretes
- Simone Simons - Voz de mezzo-soprano
- Mark Jansen - Guitarra, Voz gutural
- Isaac Delahaye - Guitarra
- Coen Janssen - Piano & Synths
- Yves Huts - Bajo
- Ariën van Weesenbeek - Batería

### Músicos invitados
- Tony Kakko - Voz masculina (tenor) en "White Waters" - Sonata Arctica
- Amanda Somerville - Voz de soprano en "Unleashed" (Duet version)